# John Bingham
John Bingham là một cầu thủ bóng đá thi đấu ở vị trí tiền vệ chạy cánh ở Football League cho Oldham Athletic, Mansfield Town, Chester và Stockport County.